# Monica Seles
Monica Seles (tiếng Hungary: Szeles Mónika, Tiếng Serbia: Моника Селеш, chuyển tự Monika Seleš, //sɛlɛʃ//) sinh ngày 2 tháng 12 năm 1973, là cựu vận động viên quần vợt. Cô sinh tại Novi Sad, Nam Tư (sau này là Serbia), có cha mẹ là người Hungary và trở thành một công dân Hoa Kỳ vào năm 1994. Theo những báo cáo chính thức từ các kênh thông tin truyền thông Canada và Hungary, cô đã được gia nhập quốc tịch Hungary vào tháng 6 năm 2007. Cô đã giành chức vô địch 9 lần ở các giải Grand Slam đơn.
Cô từng là nhà vô địch trẻ tuổi nhất của giải Pháp mở rộng vào năm 1990 khi mới chỉ 16 tuổi. Cô giành tới 8 danh hiệu Grand Slam trước khi bước sang tuổi 20 và kết thúc năm ở vị trí số 1 thế giới trong các năm 1991 và 1992. Năm 1993, cô bắt buộc phải rời xa thể thao trong một thời gian sau khi bị tấn công bằng dao vào lưng bởi một cổ động viên ngay trên sân. Sau khi trở lại vào năm 1995, cô cũng đạt được một số thành công, trong đó có vô địch giải Úc mở rộng 1996. Tuy nhiên, sau đó thì cô cũng vẫn không thể nào tìm lại được thời vàng son lúc trước.
Seles đã có trận đấu chuyên nghiệp cuối cùng vào năm 2003 tại giải Pháp mở rộng. Tuy nhiên, quyết định gác vợt của cô không được thông báo chính thức cho đến tháng 2 năm 2008.

## Tiểu sử

### Những năm đầu tiên
Seles đã có được chức vô địch Grand Slam đầu tiên trong sự nghiệp ở giải Pháp mở rộng năm 1990. Phải đương đầu với Steffi Graf trong trận chung kết, cô đã lật ngược được thế trận thành công khi đối thủ đã có 4 set point trong bàn tie-break của set thứ nhất, và sau đó là giành chiến thắng 8-6 trong bàn tie-break. Cô tiếp tục giành chiến thắng ở set thứ hai và cũng là chiến thắng chung cuộc 7-6(6), 6-4. Sau đó, cô đã trở thành tay vợt trẻ nhất từ trước đến nay đoạt được chức vô địch của một giải Grand Slam, khi mới chỉ 16 tuổi 6 tháng. Cô cũng đã giành chức vô địch giải Virginia Slims Championships khi đánh bại Gabriela Sabatini trong năm set đấu. Cô đã kết thúc năm này với vị trí thứ 2 trên bảng xếp hạng WTA.